# Epia hiemalis
Epia hiemalis is een vlinder uit de familie van de echte spinners (Bombycidae). De wetenschappelijke naam van de soort is voor het eerst geldig gepubliceerd in 1878 door Arthur Gardiner Butler.